# Ярохове
Ярохове (біл. Ярохава) — селище в Улуковській сільській раді Гомельського району Гомельської області Республіки Білорусь.

## Географія

### Розташування
За 9 км на схід від Гомеля.

## Гідрографія
На річці Іпуть (притока річки Сож). На сході — меліоративні канали.

## Транспортна мережа
Транспортний зв'язок степовою, а потім автомобільною дорогою Добруш — Гомель. У селі 24 житлові будинки (2004). Планування із короткої з меридіональною спрямованістю вулиці. Забудова двостороння. Житлові будинки дерев'яні, садибного типу.

## Історія
Засноване на початку XX століття переселенцями із сусідніх сіл. У 1926 році в Головинській сільраді Гомельського району Гомельського округу. У 1932 році організовано колгосп.
Під час німецько-радянської війни у вересні 1943 року німецькі окупанти повністю спалили селище.

## Населення

### Чисельність
- 2009 — 36 мешканців